# Mustapha Afandi
Mustapha Afandi (em árabe: مصطفى أفندي; nascido em 22 de fevereiro de 1958) é um ex-ciclista marroquino. Nos Jogos Olímpicos de Verão de 1984 em Los Angeles, Afandi competiu na prova de estrada individual, no entanto, ele não terminou a sua corrida.